# Ficus hadroneura
Ficus hadroneura är en mullbärsväxtart som beskrevs av Friedrich Ludwig Diels. Ficus hadroneura ingår i släktet fikonsläktet, och familjen mullbärsväxter. Inga underarter finns listade i Catalogue of Life.